# 卢拉主义

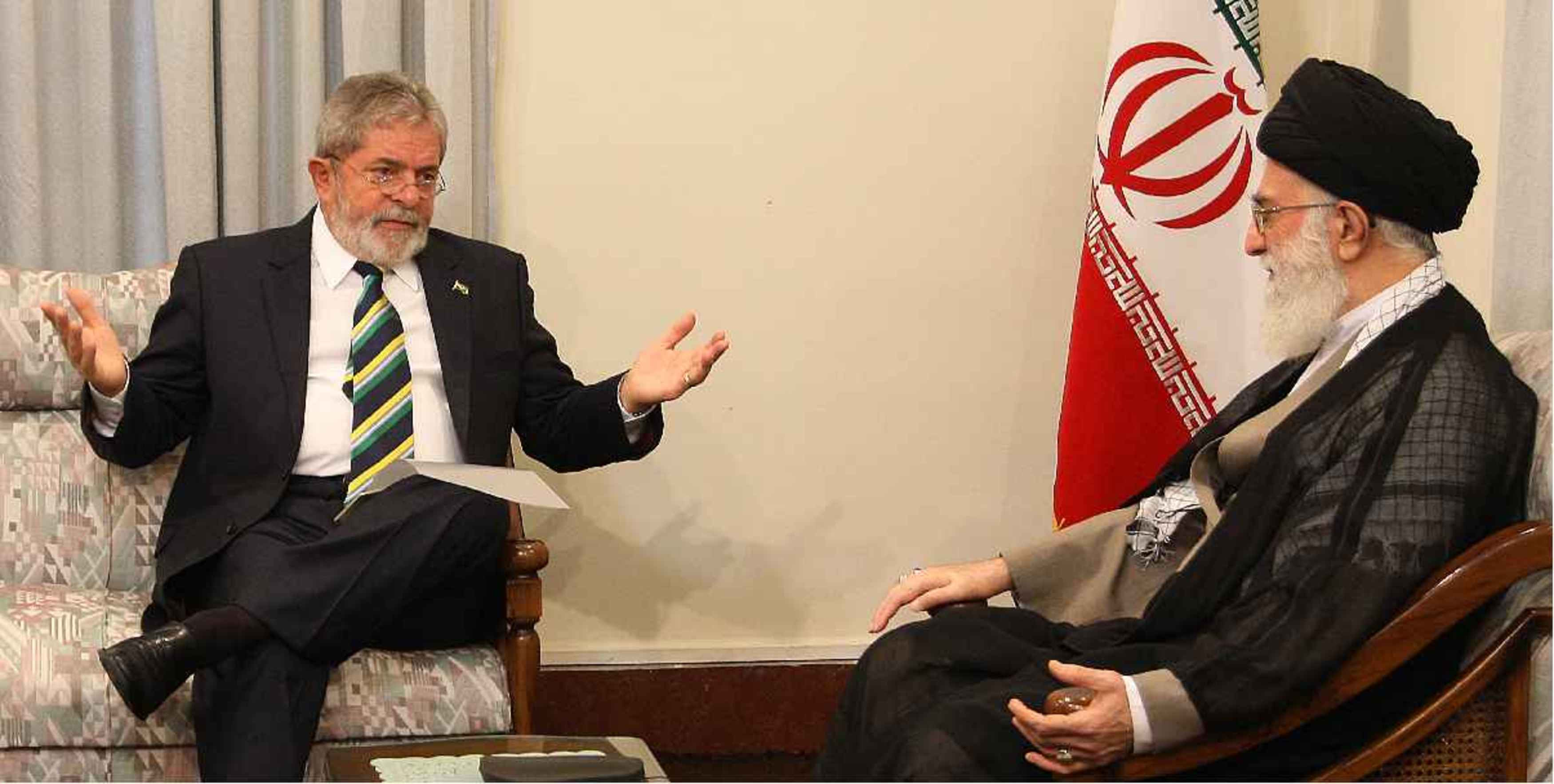
伊朗最高领袖阿里·哈梅内伊与巴西总统路易斯·伊纳西奥·卢拉·达席尔瓦会谈

卢拉主义（葡萄牙語：Lulismo）是指2006年以前对社會運動和劳工党怀有敌意的巴西社会各阶层在时任总统路易斯·伊纳西奥·卢拉·达席尔瓦领导下确立的意识形态。该理论主张实行侧重于贫困阶级的有限的改良主义和结构改革。与卢拉保持距离的下层阶级在卢拉第一任期届满后投票使他在中产阶级的反对下获得候选人资格。将维护国家稳定与国家分配主义统一起来的说辞和实践是卢拉主义的起源。卢氏在提倡社会主义的同时，追求一种以市场为导向逐步解决贫富差距的“社会自由主义”方式。
巴西制造商、银行和零售商因“以消费为主导、以信贷为动力”的政府经济模式而受益。安德烈·辛格称由此提出了“卢拉主义”：
|  | 以私营工业部门为一方，以有组织的劳动力为另一方的利益趋于一致，继而取得平衡，也就使这套政治制度能够以某种共识落实。 |

这种平衡使政府逐渐在政策上做出重大改变。在卢拉主义运动中，不对抗是发展的必要条件。上文所述内容是拉美21世纪社会主义浪潮的一部分。

## 确立
“卢拉主义”一词由政治学家安德烈·辛格所制，他在2003年至2005年担任卢拉的新闻秘书，并在2002年至2007年任总统发言人。在卢拉于2001年放弃劳工党左翼路线后，他于2002年总统竞选中提出了“卢拉主义” ，并扬弃了组织和动员的概念。由于卢拉主义谋求在秩序中实现变革，因此不必动员，冲突自然也不复存在。
2009年为千禧研究所撰写的一篇文章称，在“卢拉主义推行六年”之后，“自由主义者被逼上梁山”。帕特里夏·卡洛斯·德·安德拉德认可该论点：“据她表示，‘自由’一词在巴西被视为‘右翼’或‘支持军事独裁’的同义词。辛格说，在舆论战中，所谓的左派总占上风。”
卢拉主义寻求卢拉与巴西保守派之间的和解。讽刺的是，这套本就保守的社会契约将费尔南多·恩里克·卡多佐（1995年至2002年执政）的经济政策与卢拉政府（2002年至2010年执政）的分产政策合二为一。
在和解的支持下，卢拉主义代表着“社会冲突的缓和，资产阶级一直[都]极度惧怕，尤其是在像巴西这样的阶级分明的国家”，因为它设想“在软弱的改革主义的支持下遏制贫困和不平等现象的蔓延”。这种社会变革模式被解释为“现代化的保守变体”，其中国家“在利用最贫困人口方面发挥着突出作用”，以免使巴西的社会阶层发生巨变（换句话说，以免与保守精英发生经济利益冲突）。卢拉主义“炮制出新的意识形态、联盟不足的旗帜，似乎结合了”卢拉和卡多佐政府基于三大支柱的宏观经济政策的连续性，即通胀控制、浮动汇率和预算盈余。
将卢拉主义视为政治运动的另一个特征是它的无党派性。但该思想的概念与政党重叠，包括卢拉一手创立的劳工党。
巴西政坛在后来发生了一连串事件（譬如弹劾迪尔玛·罗塞夫被弹劾、卢拉于2018年4月7日被捕以及米歇尔·特梅尔劳动法改革），一些政治评论员就此正在争论卢拉主义的下一阶段，如今这套思想变得更激进，更左倾。

## 遗产
几位拉美政治家（如奥兰塔·胡马拉、何塞·穆希卡、毛里西奥·富内斯和费尔南多·卢戈）都将卢拉主义和查韦斯主义作为一种政治模式并用于取代华盛顿共识。